# رقيب الشمس السمحي
رقيب الشمس السمحي (باللاتينية: Heliotropium aff. wagneri) نوع نباتي يتبع جنس رقيب الشمس من الفصيلة الحِمحِمية.
موطنه جزيرة سمحة في اليمن. ينتشر في السهول الساحلية والتلال الجيرية حتى ارتفاع 200 م.

## الوصف النباتي
لا يوجد وصف دقيق لهذا النبات، باستثناء أنه يشبه نبات رقيب الشمس الفاغنري.
أوراقه عادة ذات عروق غائرة في الوجه العلوي وبارزة في الوجه السفلي، والنورة انتهائية عنقودية ملتفة على شكل ذنب العقرب، والأزهار غالباً لاطئة، تتفتح في الربيع. والثمرة تنقسم إلى أربع بنيدقات (بالإنجليزية: Nutlet)‏. النبات سام.